# Liste der Bau- und Bodendenkmale im Landkreis Elbe-Elster

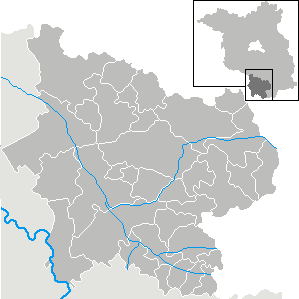
Karte des Landkreises Elbe-Elster

Die Liste der Bau- und Bodendenkmale im Landkreis Elbe-Elster enthält die Kulturdenkmale (Bau- und Bodendenkmale) im Landkreis Elbe-Elster. Grundlage der Einzellisten sind die in den jeweiligen Listen angegebenen Quellen. Die Angaben in den einzelnen Listen ersetzen nicht die rechtsverbindliche Auskunft der zuständigen Denkmalschutzbehörde.

## Aufteilung
Wegen der großen Anzahl von Kulturdenkmalen im Landkreis Elbe-Elster ist diese Liste in Teillisten nach den Städten und Gemeinden aufgeteilt.
| Stadt/Gemeinde          | Karte | Denkmallisten                       | Bild eines Denkmals     |
| ----------------------- | ----- | ----------------------------------- | ----------------------- |
| Bad Liebenwerda         |       | - Baudenkmale - Bodendenkmale       | Rathaus                 |
| Crinitz                 |       | - Baudenkmale - keine Bodendenkmale | Töpferei                |
| Doberlug-Kirchhain      |       | - Baudenkmale - Bodendenkmale       | Schloss                 |
| Elsterwerda             |       | - Baudenkmale - Bodendenkmale       | Schloss                 |
| Falkenberg/Elster       |       | - Baudenkmale - Bodendenkmale       | Lok                     |
| Fichtwald               |       | - Baudenkmale - Bodendenkmale       | Dorfkirche Stechau      |
| Finsterwalde            |       | - Baudenkmale - Bodendenkmale       | Pfarrkirche             |
| Gorden-Staupitz         |       | - Baudenkmale - Bodendenkmale       | Plastik                 |
| Gröden                  |       | - Baudenkmale - keine Bodendenkmale | Kirche                  |
| Großthiemig             |       | - Baudenkmale - Bodendenkmale       | Kirche                  |
| Heideland               |       | - Baudenkmale - Bodendenkmale       | Gasthaus                |
| Herzberg (Elster)       |       | - Baudenkmale - Bodendenkmale       | Stadtkirche und Rathaus |
| Hirschfeld              |       | - Baudenkmale - Bodendenkmale       | Kirche                  |
| Hohenbucko              |       | - Baudenkmale - keine Bodendenkmale | Kirche                  |
| Hohenleipisch           |       | - Baudenkmale - Bodendenkmale       | Kirche                  |
| Kremitzaue              |       | - Baudenkmale - keine Bodendenkmale | Kirche Malitschkendorf  |
| Lebusa                  |       | - Baudenkmale - Bodendenkmale       | Bockwindmühle           |
| Lichterfeld-Schacksdorf |       | - Baudenkmale - Bodendenkmale       | Förderbrücke            |
| Massen-Niederlausitz    |       | - Baudenkmale - Bodendenkmale       | Dorfkirche              |
| Merzdorf                |       | - Baudenkmale - Bodendenkmale       | Kirchturm               |
| Mühlberg/Elbe           |       | - Baudenkmale - Bodendenkmale       | Kloster                 |
| Plessa                  |       | - Baudenkmale - Bodendenkmale       | Kraftwerk               |
| Röderland               |       | - Baudenkmale - Bodendenkmale       | Floßkanal               |
| Rückersdorf             |       | - Baudenkmale - Bodendenkmale       |                         |
| Sallgast                |       | - Baudenkmale - Bodendenkmale       | Schloss                 |
| Schilda                 |       | - Baudenkmale - Bodendenkmale       | Kirche                  |
| Schlieben               |       | - Baudenkmale - Bodendenkmale       | Rathaus                 |
| Schönborn               |       | - Baudenkmale - Bodendenkmale       | Kirche                  |
| Schönewalde             |       | - Baudenkmale - Bodendenkmale       | Windmühle               |
| Schraden                |       | - Liste - keine Bodendenkmale       | Kriegerdenkmal          |
| Sonnewalde              |       | - Baudenkmale - Bodendenkmale       | Kirche Friedersdorf     |
| Tröbitz                 |       | - Baudenkmale - Bodendenkmale       | Gedenkstätte            |
| Uebigau-Wahrenbrück     |       | - Baudenkmale - Bodendenkmale       | Brikettfabrik           |